# Cololejeunea stellaris
Cololejeunea stellaris là một loài Rêu trong họ Lejeuneaceae. Loài này được Pócs mô tả khoa học đầu tiên năm 2011.